# Thé Oolong
Pour les articles homonymes, voir Thé (homonymie), Oolong et Wulong (homonymie).

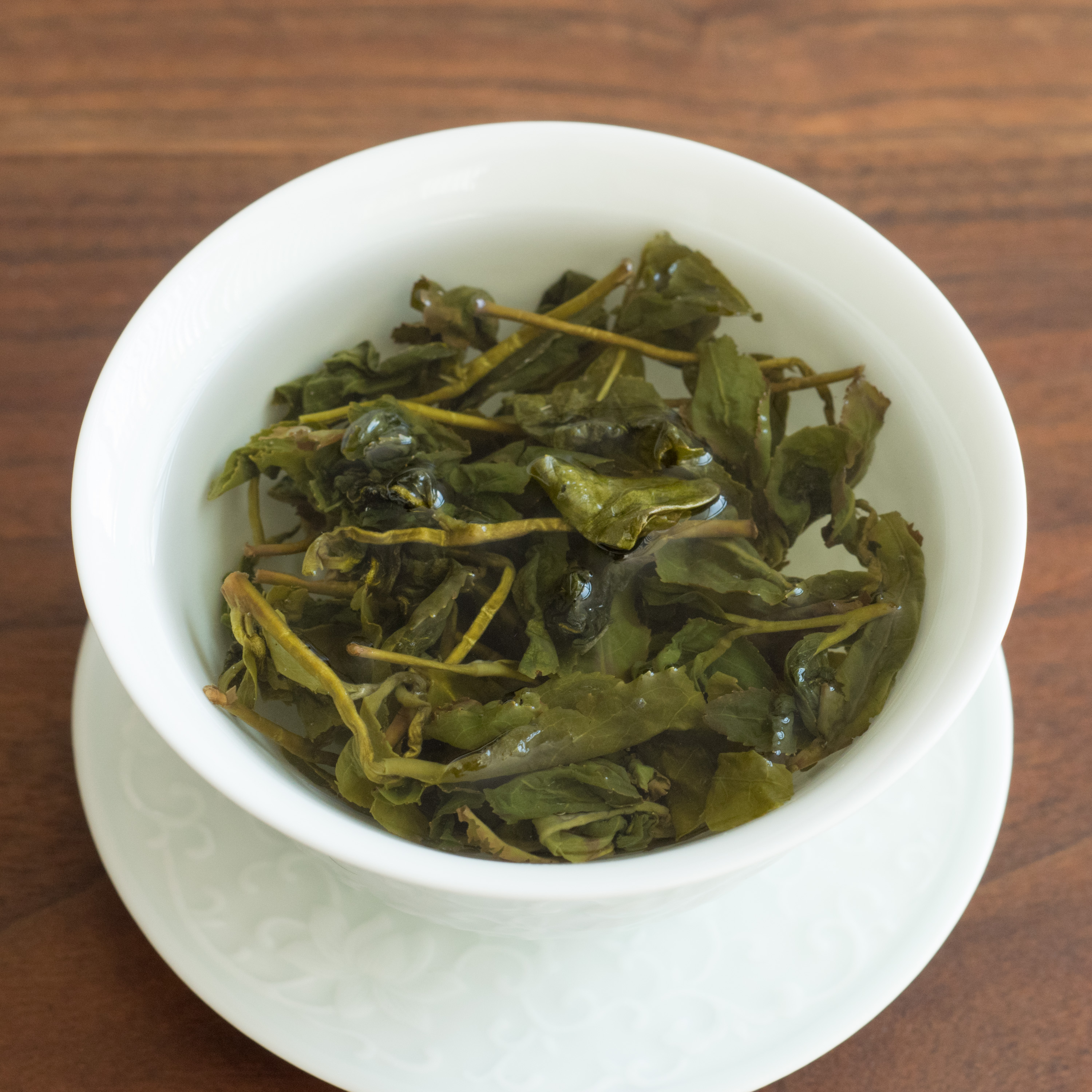
Des feuilles de Oolong Jin Xuan en train d'infuser dans un gaiwan.

Le thé Oolong, Wulong, Wu Long, (chinois simplifié : 乌龙茶 ; chinois traditionnel : 烏龍茶 ; pinyin : wūlóng chá ; litt. « thé dragon-corbeau ») ou thé bleu est un type de thé à oxydation incomplète, à mi-chemin entre le thé vert, non oxydé, et le thé noir, complètement oxydé. Ce type de thé, emblématique du Fujian et de l'île de Taïwan qui lui fait face, est également désigné sous le nom de thé bleu-vert (青茶, qīngchá), ainsi que comme thé semi-oxydé.

## Étymologie et légendes associées
Le mot Oolong signifie « dragon noir » et trouve son origine dans une légende chinoise : un planteur vit surgir un dragon noir d'un théier dont les feuilles révélèrent les notes boisées de châtaigne et de noisette du Oolong.
Une autre légende raconte que le producteur de thé chinois Wu Liang, revenant de sa récolte, aperçut un cerf, le chassa et le prépara, oubliant ainsi de torréfier ses feuilles de thé ; celles-ci changèrent de couleur avant qu'il ait pu s'en occuper. Lorsqu'il goûta l'infusion, son goût l'enchanta, la nouvelle se répandit et le bouche-à-oreille déforma le nom du thé, de Wu Liang Cha à Wu Long Cha.

## Histoire

### Origines
Plusieurs versions de l'origine des thés Oolong coexistent. Dans la première, le oolong daterait de la dynastie Song et serait le thé du jardin Beiyuan, du Fujian, payé à l'empereur comme tribut et décrit par Xiong Fan comme un thé fermenté, pour évoluer vers la semi-oxydation. Dans une autre version de la même-époque, provenant cette fois-ci de Fan Zhongyun, le thé proviendrait du même jardin, mais aurait été dès le début fabriqué par semi-oxydation, et plus précisément cuisson des feuilles. Une dernière version reprend la légende de Wu Liang et le cerf, mais le renomme Sulong et attribue le début d'oxydation au frottement des feuilles de thé dans la sacoche du fermier.

### Exportation du oolong
La première exportation de Oolong en Europe se fait au XVIIIe siècle, où des marchands britanniques en offrent à la reine Charlotte. 
À la fin du XIXe siècle se développe la production de Oolong à Taïwan ; celui-ci dépasse rapidement en réputation, au moins  parmi les Occidentaux, celui produit en Chine continentale, et est exporté, principalement vers les États-Unis et un peu vers l'Angleterre.

## Fabrication
La cueillette des feuilles de théier se fait lorsque celles-ci ne sont plus à l'état de jeunes pousses, mais lorsqu'elles sont devenues charnues sans être trop mûres.
Les feuilles sont tout d'abord flétries, en plein air au soleil ou en salle, pendant 1 à 4 heures, étape durant laquelle elles sont régulièrement ratissées et remuées.
Elles subissent ensuite une sudation, qui est l'étape où l’oxydation proprement dite a lieu. Pour que les feuilles perdent de l'eau, elles sont placées sur des claies en bambou dans une pièce entre 22 °C et 25 °C et 85 % d'humidité où elles sont brassées, d'abord doucement puis de plus en plus énergiquement. Le contrôle de l'avancement de l'oxydation, qui a lieu lorsqu'une enzyme dégagée par la dégradation progressive de la structure cellulaire de la feuille et leur donne une coloration rouge, se fait à l'odeur et au toucher.
Pour interrompre l'oxydation est réalisée une torréfaction pendant 30 s à 5 min à une température de 200 à 260 °C. Cette étape permet aussi de préparer les feuilles au roulage.
Le roulage a pour but de déplacer les huiles essentielles aromatiques de la feuille vers sa surface afin qu'elles se libèrent lors de l'infusion. Celui-ci est réalisé de diverses manières suivant les variétés de Oolong : la feuille peut être froissée, torsadée, ou roulée en perle. Pour cette dernière, les feuilles sont placées dans un sac de toile qui subit plus de quarante fois une pression entre deux plateaux.

Diverses méthodes de roulage de feuille.
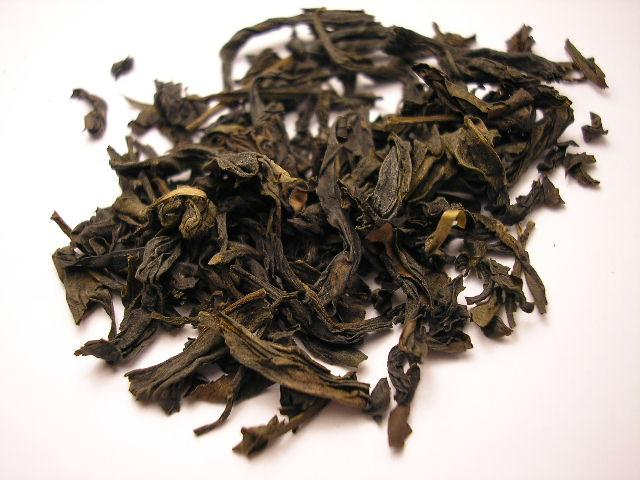
Feuilles de Jin Fo.
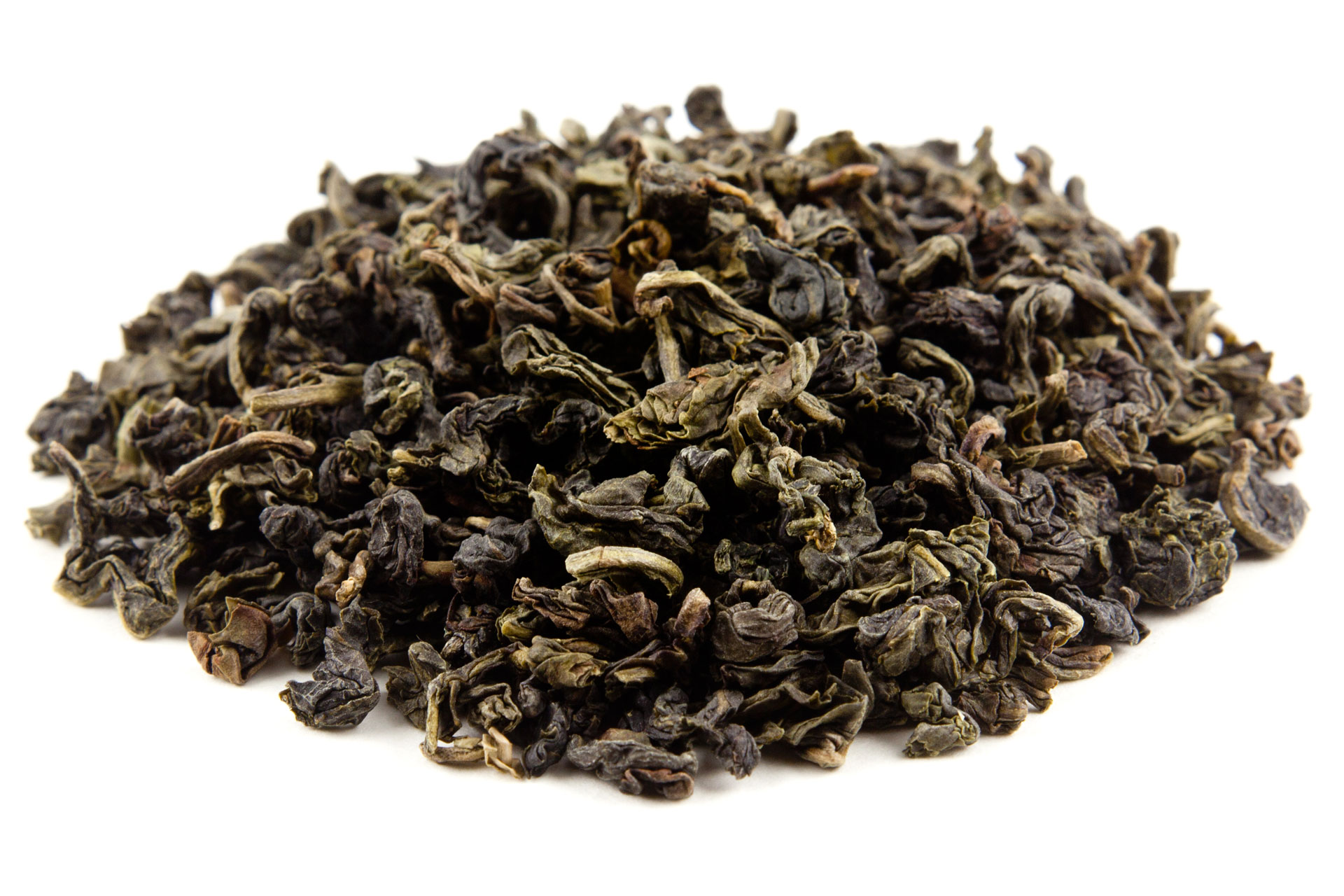
Feuilles de Dung ti.
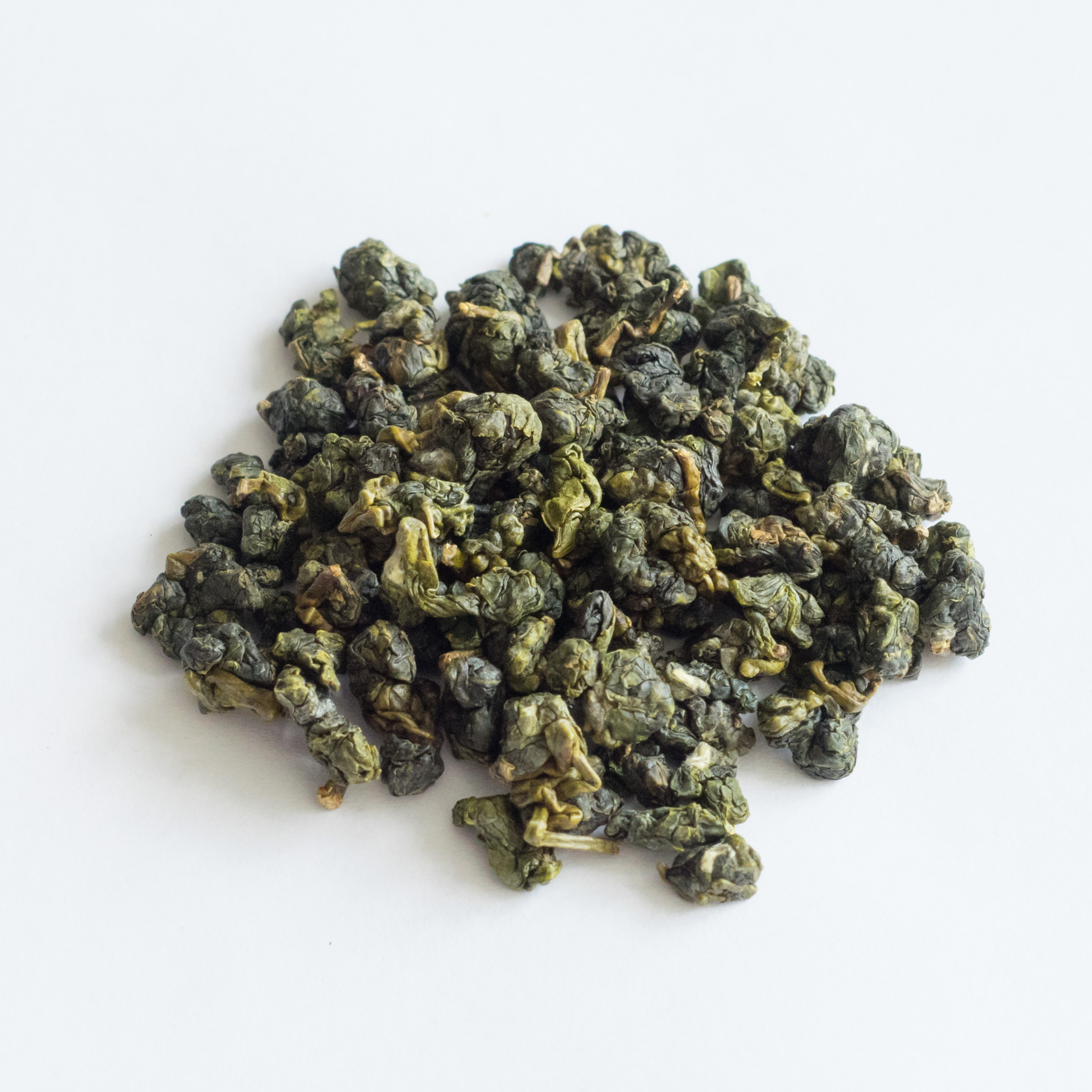
Feuilles de Jin Xuan, roulées en perles.

Une fois roulées, les feuilles sont séchées à 100 °C pendant une vingtaine de minutes dans un dessiccateur ou des paniers à bambou. Cette dessiccation se fait, pour les Oolong artisanaux, au charbon de bois, et pour ceux produits industriellement, au gaz, au charbon ou à l'électricité. Dans certains Oolong, tels que le Yan Cha, cette étape dure plusieurs heures, devenant une torréfaction durant laquelle se produit une réaction de Maillard.
Une dernière étape de séchage permet de réduire l'humidité des feuilles à 4̤ % ; c'est à ce moment-là qu'est effectué un dernier triage visant à éliminer les tiges et les feuilles qui ne sont pas d'assez haute qualité.
Enfin, le thé est emballé et peut être transporté et commercialisé.

## Régions productrices

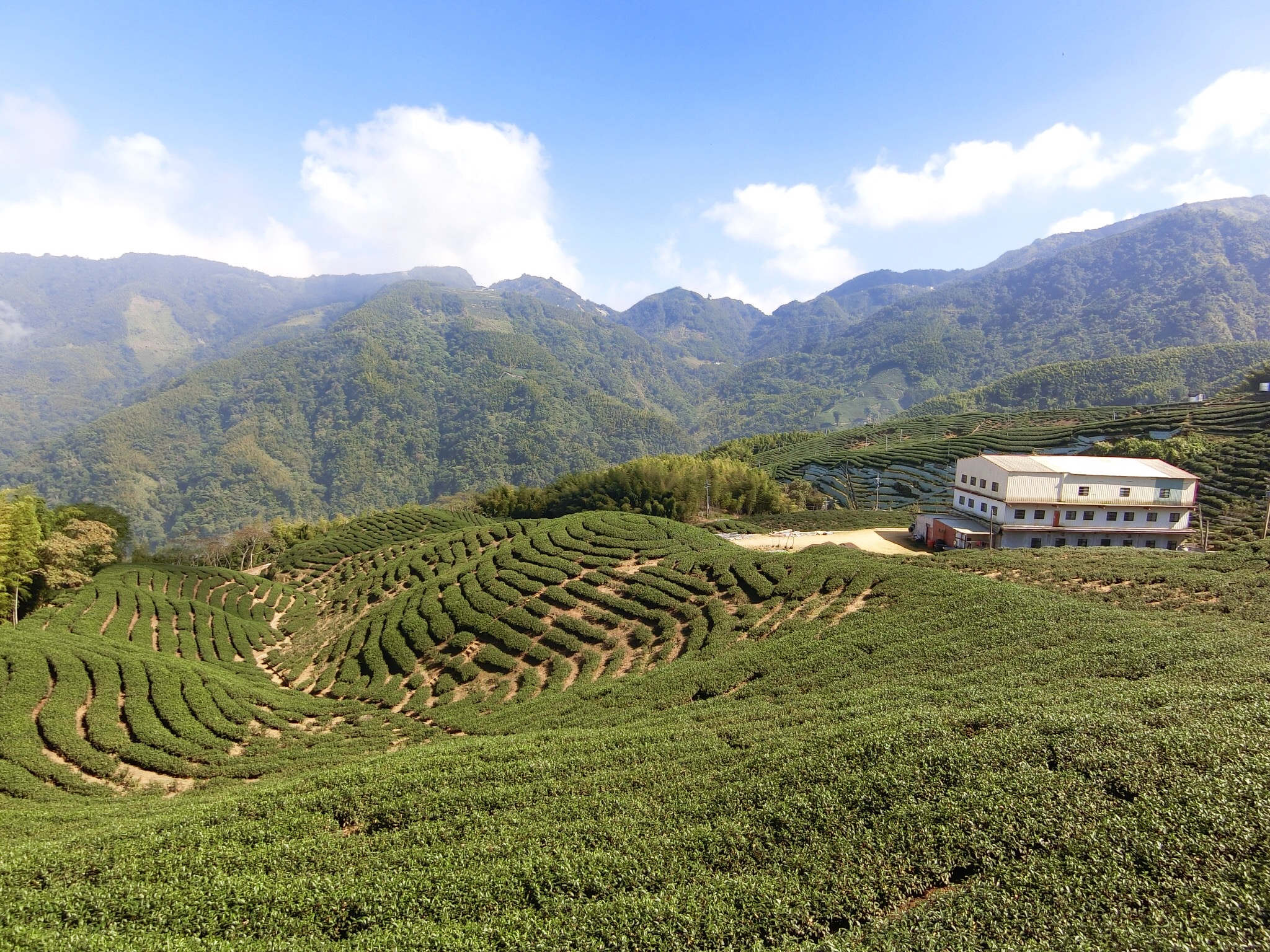
Plantation de thé à Ruanan (Nantou, Taïwan) en novembre 2017.

Plus de 30 pays produisent du Oolong, en particulier la Chine et Taïwan.
En Chine, la production se concentre au Fujian (Tieguanyin, Huang Jin Gui, Da Hong Pao, Shui Xian), en particulier les monts Wuyi, qui produisent aussi des thés fumés, et le district de Anxi, spécialisé dans les Tieguanyin.
À Taïwan, la quasi-totalité de la production de thé est sous forme de Oolong. Destinée à l'origine, dans les années 1860, à l'exportation, elle s'oriente de plus en plus vers le marché intérieur depuis les années 1980, au point que seulement 15 % de la production est exportée dans les années 2010. Le district de Nantou produit essentiellement des Oolong en perles, notamment le Dongding à Lugu (de) et le Gao Shan (en) dans le massif Shanlinxi (ceb). Dans le district de Taipei, qui produit essentiellement du thé vert, est aussi produit le Baozhong. Enfin, le district de Hsin Zhu est spécialisé dans les thés oxydés à plus de 60 %, tels que les Bai Hao Wu.
Parmi les autres régions productrices, on peut citer l'Inde, le Népal et le Vietnam. Dans plusieurs régions productrices, telles que Darjeeling ou au Kenya, le passage du thé noir au Oolong est un moyen de diversifier la production et de la monter en gamme, afin d'assurer une plus forte rentabilité,,.

## Types de thés Oolong
On peut classer les thés Oolong en quatre familles.

### Faiblement oxydés
Thés faiblement oxydés , entre 10 et 30 %, fabriqués à partir de la méthode dite chinoise. Ce type de thé développe des arômes proches des thés verts, floraux et sucrés. Exemple : Baozhong (包种) de Taïwan.

### Fortement oxydés
Thés fortement oxydés, entre 40 et 70 %. Fabriqué à partir d'une méthode développée à Taïwan, ce thé développe des notes boisées, fruitées et même caramélisées. Exemple : Bai Hao, ou Beauté orientale.

### Vieux Oolong torréfiés à de multiples reprises
Les grands cru à Taïwan sont conservés avec attention jusqu'à des dizaines d'années (50 ans et plus). Avec le temps et le climat de l'île, les thés se gorgent d'humidité. Pour lutter contre ce phénomène, les thés sont torréfiés tous les ans ou tous les deux ou trois ans (au choix du producteur), ce qui développe des notes fruitées et pyrogénées très intéressantes. Après 20 à 25 ans de vieillissement, des notes minérales apparaissent, tout comme les vieux pu-erh.
Cette famille de thés risque de disparaître dans les années à venir, car la demande à Taïwan en thés Oolong augmente, réduisant les stocks de surplus, et les prix de vieux Oolong étant relativement bas, les producteurs ont peu d'intérêt à conserver et traiter de nombreuses années ces thés[réf. nécessaire].

### Jeunes Oolong multi-torréfiés
Techniques visant à reproduire les vieux thés ultra-torréfiés. Exemples : Dong Ding Antique, Tie Guan yin antique.

### Chine
- Tieguanyin (铁观音).
- Fenghuang Dancong (风凰单枞).
- Shui Hsien (水仙), de la province du Fujian.
- Dahongpao (大红袍).
- Wuyi Rou Gui (武夷肉桂), des montagnes frontières entre les provinces du Fujian et Jiangxi.
- Jin Fo

### Taïwan
- Dongding (凍頂), cultivé dans la région montagneuse de Nantou au centre de Taiwan, notamment à Lugu (鹿谷)
- Baihao (白毫) aussi appelé Oriental Beauty (東方美人)
- AliShan (阿里山)
- Lishan (梨山) : cultivé à une altitude supérieure à 2 200 mètres
- Dayuling (大禹嶺) : cultivé à une altitude supérieure à 2 500 mètres
- Baozhong ou Pouchong (包種). Il se distingue des autres Oolong par une très faible oxydation
- Osmanthus : un oolong parfumé aux fleurs d'osmanthus
- Jin Xuan (金萱)
- Si Ji Chun (四季春)

Jin Xuan et Si Ji Chun sont des variétés originaire de Taïwan.

### Thaïlande
- Ruanzhi Oolong ou Yuan zue, originaire de Taïwan.
- Shi ji chun, originaire de Taïwan.
- Jin Xuan Oolong ou Jin Shuan, originaire de Taïwan.

## Consommation

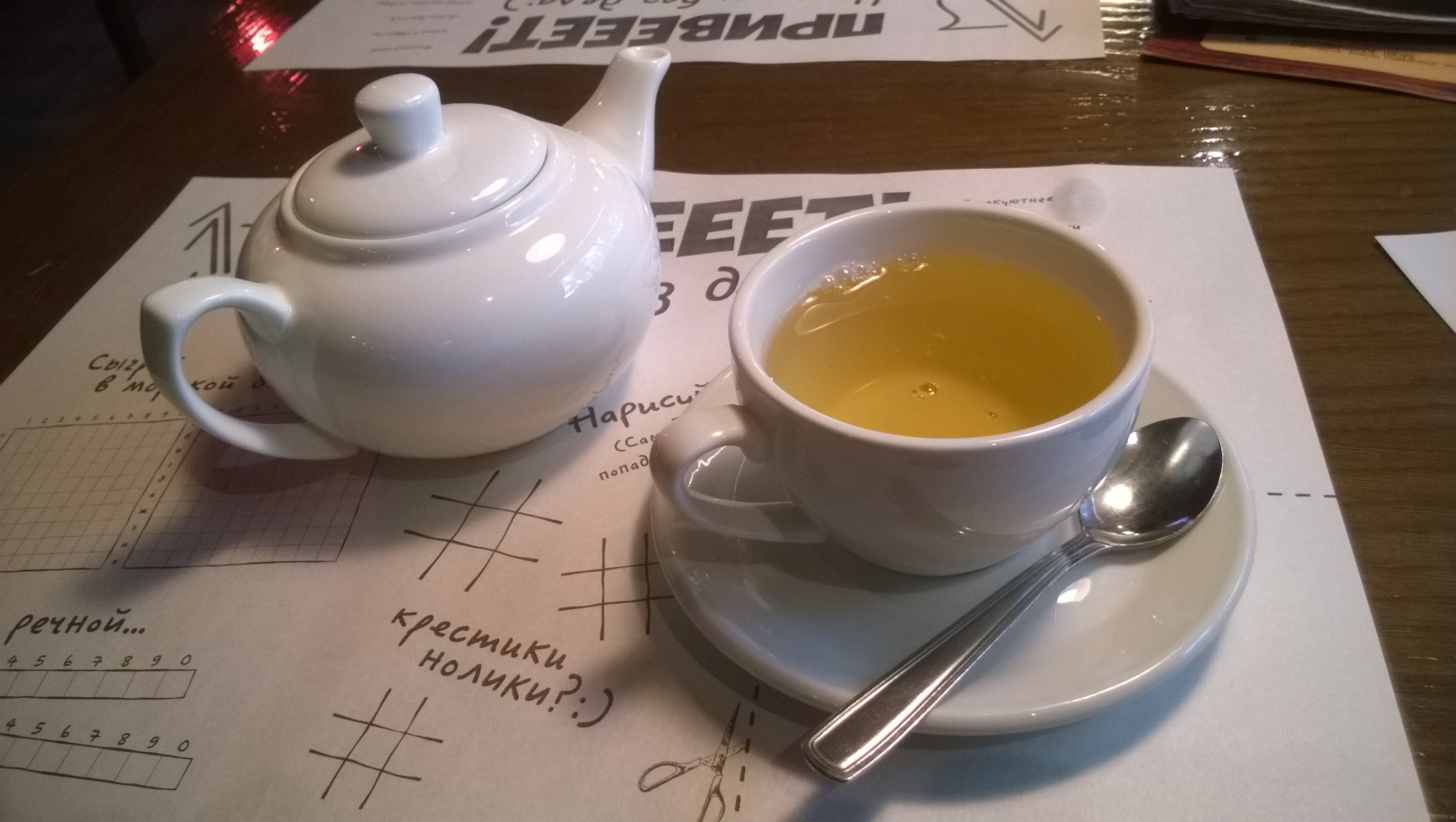
Oolong servi dans un bar de Novossibirsk, Russie.

En Chine continentale, sa consommation, marginale par rapport à celles de thé vert et de thé noir, était jusque dans les années 1970 limitée aux villes du Sud telles que Guangzhou, à Hong Kong et parmi la diaspora chinoise. Depuis, elle se développe dans l'ensemble des provinces côtières, grâce à la réouverture des maisons de thé depuis la fin de la révolution culturelle et l'enrichissement de la population, en particulier la constitution de classes moyennes et aisées.
À Taïwan, la consommation locale est très fortement encouragée par le gouvernement dès les années 1980, dans le but de ne plus faire dépendre la production de oolong du marché international, mais aussi afin de développer une culture taïwanaise propre, indépendante de celle de la Chine.
Sa popularité est telle que McDonald's en propose au Japon dans ses établissements.

## Effets
Outre la caféine, qui est stimulante, le thé Oolong contient de la cis-jasmone et du cis-jasmonate de méthyle, les deux principaux composés odorants du jasmin, qui augmentent l'activité des récepteurs A de l'acide γ-aminobutyrique, agissant donc comme des anxiolytiques et des sédatifs, même quand ils sont absorbés par inhalation.
Il est antioxydant, hypolipidémiant et hépatoprotecteur.